# Спрямована кислотна обробка
Спрямована кислотна обробка — різновид, один зі способів кислотної обробки свердловин.
Спрямована кислотна обробка проводиться тоді, коли з усієї розкритої товщини необхідно обробити певний інтервал. Технологія проведення наступна. Після заглушення свердловини підошву фонтанних труб встановлюють біля підніжжя запланованого до обробки інтервалу. Потім заповнюють продуктивну частину свердловини і фонтанні труби рідиною з низькофільтаційними властивостями. Продавлюють в'язку рідину кислотним розчином через фонтанні труби при відкритій засувці затрубного простору. Кислотний розчин закачується до заповнення фонтанних труб і стовбура свердловин в обраному для обробки інтервалі. Розрахункова кількість кислоти закачується в пласт при закритій засувці затрубного простору в'язкою рідиною з низькофільтраційними властивостями. Витримують необхідний час для реакції кислоти з породою, а потім в'язку рідину заміщують промивальною і свердловину освоюють.
Спрямовану кислотну обробку можна проводити шляхом виділення інтервалу для обробки здвоєними пакерами, ізоляції нижче інтервалу обробки піщаною пробкою, а зверху — пакером, стимулювання поглинання кислотного розчину тиском, створюваним струминними перфораторами.